# Universidad Estatal Wayne
La Universidad Estatal Wayne (Wayne State University, WSU) es una universidad en Detroit, Míchigan. Tiene alrededor de 32.000 estudiantes en más de 400 programas académicos en 13 escuelas y colegios. El campo principal, con una superficie de casi 200 acres, alberga unos 100 edificios.
La Universidad Estatal de Wayne nació en 1933 con la fusión de varios colegios y escuelas no relacionados. Se trata de una institución pública de investigación con sede en Detroit, Michigan. Su alumnado es de unos 33 mil estudiantes. 